# Tobacco Road Blues Band
Die Tobacco Road Blues Band (TRBB) ist eine österreichische Blues- und Bluesrockband, die von den beiden Gitarristen und Sängern Peter Prammerdorfer und Mike Diwald im Jahr 2014 gegründet wurde.

## Geschichte
Zunächst als Blues-Coverband angedacht, schrieben Prammerdorfer/Diwald für eine Weihnachts-TV-Show, bei der sie als Act gebucht worden waren, 2015 den Weihnachtsblues Under the Christmas Tree. Die Nummer kam beim Publikum gut an und erhielt auch Radio-Airplay, sodass die beiden Musiker weitere Titel komponierten und texteten.

### CD Nummer 1
Es folgten die Aufnahmen zur ersten CD in Prammerdorfers Southendmusic Studios in St. Veit (Kärnten/Österreich). Zur Stammbesetzung der Band zählten bei den Aufnahmen neben Prammerdorfer und Diwald Wolfgang Reichmann (Bass) und Bernd Bechtloff (Schlagzeug). Präsentiert wurde die CD im März 2017 im Eboardmuseum in Klagenfurt (Kärnten/Österreich). Mit der CD im Gepäck wurden zahlreiche Konzerte in Österreich, Slowenien und Kroatien gespielt. Personelle Umbesetzungen erfolgten durch den Ausstieg von Bechtloff und Reichmann. Fortan übernahmen Klaus Sauli und Christian Egger Schlagzeug bzw. Bass.

### CD Nummer 2
Für die Konzerte in den Jahren 2017/2018 wurden neue Nummern ins Programm aufgenommen, die beim Publikum so großen Anklang fanden, dass die Bandmitglieder beschlossen, CD Nummer 2 mit dem Titel Don’t Tread on Me aufzunehmen. Als Gastmusiker wurden unter anderem Clemens Herzog (Keyboards), Wolfram Dullnig (Saxophone) und Kommissar-Rex-Komponist Gerd Schuller verpflichtet. Die CD wurde in zwei ausverkauften Konzerten am 15. und 16. November 2018 wiederum im Eboardmuseum präsentiert.

### DVD "Live At The Museum"
Das CD-Präsentationskonzert vom 16. November 2018 im Eboardmuseum wurde mit mehreren Kameras mitgeschnitten und ergänzt durch Videoclips, in denen die Gründungsmitglieder Peter Prammerdorfer und Mike Diwald über die Band erzählen, als DVD mit dem Titel "Live At The Museum" am 3. Oktober 2019 veröffentlicht.

### CD Nummer 3 "Papa Legba"
Im Dezember 2019 begannen die Arbeiten an der dritten CD. Trotz der Covid-19-bedingten Lockdown gingen die Arbeiten in den diversen Heimstudios der Musiker gut voran und im Juli 2021 wurde diese CD mit Namen "Papa Legba" veröffentlicht. An der Produktion waren internationale Musiker wie Dudley Taft (USA), Frank Tischer (D), Mike Sponza (Italien) und auch Tomislav Goluban (Kroatien) vertreten. Etliche Tracks des Albums fanden auch bei diversen Radiostationen Anklang, wie zum Beispiel "Hurdy Gurdy", "Maybellene", "Take Me Down" oder auch "Count Me In".

### Christmas Song "Crummy Crazy Christmas"
Im November 2021 brachte die Band ihren Weihnachtssong "Crummy Crazy Christmas" heraus, der bei diversen österreichischen Radiostationen großen Anklang fand.

## Live with Friends @ Southendmusic
Regelmäßig lädt die TRBB Musiker zu sich ins Studio ein, um gemeinsam zu musizieren. Das Ergebnis wird mit bis zu 10 Kameras aufgezeichnet und über einen eigenen YouTube-Kanal veröffentlicht. In den vergangenen Jahren haben unter anderem nationale und internationale Musiker wie Dudley Taft aus Amerika, Oliver Mally aus der Steiermark, Marino Mrcela aus Slowenien oder Mike Sponza aus Italien der Einladung der Tobaccos Folge geleistet.